# Evans Kiptum
Evans Keitany Kiptum (27 novembre 1999) è un mezzofondista keniano.

## Palmarès
| Anno | Manifestazione     | Sede   | Evento         | Risultato | Prestazione | Note |
| ---- | ------------------ | ------ | -------------- | --------- | ----------- | ---- |
| 2019 | Mondiali di cross  | Aarhus | Corsa seniores | 44º       | 34'03"      |      |
| 2019 | Mondiali di cross  | Aarhus | A squadre      | Argento   | 43 p.       |      |
| 2024 | Giochi Panafricani | Accra  | 5000 m         | 10º       | 13'53"28    |      |
| 2024 | Giochi Panafricani | Accra  | 10000 m        | Bronzo    | 29'47"61    |      |

## Campionati nazionali
2018
- 9º ai campionati kenioti, 1500 m piani - 3'42"39

## Altre competizioni internazionali
2023
- Oro alla Mezza maratona di Tokyo ( Tokyo) - 1h01'10"